# 분해 증류

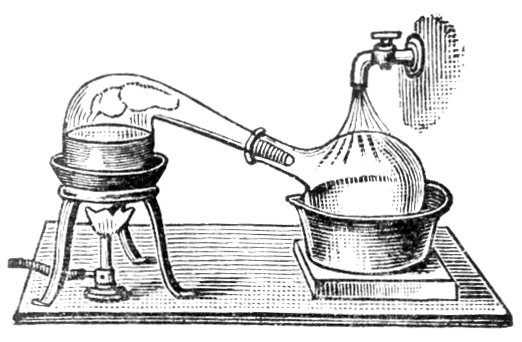
수많은 초기 실험은 분해 증류를 위해 레토르트를 사용했다.

분해 증류(destructive distillation)는 끓는점이 물질마다 다른 고유한 성질임을 응용하여 혼합물을 분리하는 방법이며, 특정한 끓는점에서 물질이 끓어 기화가 되면 그 기체를 모아서 냉각시켜 액화하는 방법이다.

## 같이 보기
- 건류
- 열분해
- 크래킹 (화학)